# 二甲基五硫
二甲基五硫（英語：Dimethyl pentasulfide）是一种有机化合物，化学式C2H6S5，可见于鏈黴菌屬、洋蔥等物种。

## 制备
二甲基五硫可由二甲基二硫和三苯甲基氯化三硫反应制得：
MeSSMe + Ph3CSSSCl → MeSSSSSMe + Ph3CCl （Me=甲基；Ph=苯基）